# 中線音

調音方法

気流の妨害度

阻害音
破裂音
破擦音
摩擦音
共鳴音
ふるえ音
はじき音
接近音

気流の通路
中線音
側面音
口蓋帆の状態
口音
口鼻音
鼻音
気流機構
肺臓気流
吸気音
呼気音

非肺臓気流
放出音
入破音
吸着音

▶ 調音部位

中線音（ちゅうせんおん）は、調音方法による子音の分類の一つ。気流が舌の中央を通ってまっすぐ進む子音をいう。ほとんどの子音がこれに相当するが、通常、側面音が存在する摩擦音と接近音にのみ言及される。また舌による調音に関わる用語なので、唇や喉頭での調音には関係しない。
また中線的であるものが普通なので、側面音が側面接近音・側面摩擦音と表記されるのに対して、中線的な接近音や摩擦音はわざわざ中線とことわることはない。
他の用語とともに用いられるときは、調音位置の後、調音方法の前に、「中線的」の形で用いられる。